# Napadowy ból odbytu
Napadowy ból odbytu (łac., ang. proctalgia fugax) – choroba z grupy zaburzeń czynnościowych przewodu pokarmowego objawiająca się napadowym, krótkotrwałym bólem w okolicy odbytu, występującym głównie w nocy, po narażeniu na stres oraz po defekacji.

## Historia
Zaburzenie jako pierwszy opisał w roku 1883 Andrew S. Myrtle, który zwrócił uwagę na krótkotrwały intensywny  ból w okolicy odbytnicy, pojawiający się z nieregularnymi przerwami i występujący głównie w nocy. Autor tę nieprawidłowość wiązał z ekspozycją na zimno i sugerował, że jest to zaburzenie o "czysto neurotycznej naturze".

## Epidemiologia
Napadowy ból odbytu dotyczy od 8 do 14% populacji, częściej to zaburzenie obserwuje się u młodych mężczyzn – w wieku średnim zaburzenie to samoistnie mija.

## Etiologia
Według najnowszej klasyfikacji zaburzeń czynnościowych przewodu pokarmowego zwanej kryteriami rzymskimi III, napadowy ból odbytu jest umieszczony w grupie zaburzeń czynności odbytu i odbytnicy.
Dotychczas nie określono przyczyny tego zaburzenia. Prawdopodobnie udział w powstawaniu napadowego bólu odbytu może mieć: nieprawidłowa czynność zwieracza wewnętrznego odbytu, napadowy skurcz tego mięśnia oraz zwieracza zewnętrznego, narażenie na stres. Pacjenci z napadowym bólem odbytu częściej chorują na nerwicę lękową, mają skłonności do hipochondrii albo do drobiazgowości i perfekcjonizmu. Istnieje rodzinna postać tej choroby, za którą jest odpowiedzialna dziedziczona autosomalnie dominująco miopatia przerostowa zwieracza wewnętrznego odbytu (wrodzona miopatia zwieracza wewnętrznego odbytu), w  której przebiegu obserwuje się przerost tego mięśnia, a w badaniu histopatologicznym nieprawidłowo ułożone włókna mięśniowe z obecnością w nich wakuoli.

## Objawy i rozpoznanie
Ból odbytu jest silny, napadowy, nawracający, trwa od kilku sekund do kilku minut. Objawy mają związek ze stresem, częściej pojawiają się w nocy oraz po oddaniu stolca. Zgięcie nóg w stawach biodrowych zmniejsza dolegliwości. Epizody bólu mogą powtarzać się co kilka godzin, ale również co kilka miesięcy. W okresie między incydentami bólu u niektórych chorych może pojawiać się zaparcie. W badaniu przedmiotowym oraz manometrycznym odbytu zwykle nie występują odchylenia. W diagnostyce przydatne może być badanie endosonograficzne, które pozwala wykluczyć choroby organiczne i rozpoznać przerost wewnętrznego zwieracza odbytu.

### Rozpoznanie zgodne z Kryteriami Rzymskimi III
Do rozpoznania napadowego bólu odbytu powinny być spełnione przez okres 3 miesięcy wszystkie poniższe warunki:
1. nawracające epizody bólu zlokalizowanego w odbycie lub dystalnej odbytnicy;
2. czas bólu w zakresie od kilku sekund do kilku minut;
3. między napadami nie występuje ból w okolicy odbytu i odbytnicy.

## Leczenie
Pacjentom należy wytłumaczyć, że napadowy ból odbytu jest zaburzeniem niegroźnym. Zaleca się ciepłe kąpiele. W przypadku częstych ataków bólowych stosuje się nifedypinę, nitraty, klonidynę. Stosuje się również salbutamol w postaci wziewnej, a także miejscowe wstrzyknięcia toksyny botulinowej. Niekiedy stosuje się blokadę górnego splotu podbrzusznego albo leczenie chirurgiczne polegające na nacięciu zwieracza wewnętrznego odbytu.